# Cross Rivergorilla
De Cross Rivergorilla (Gorilla gorilla diehli) is een ondersoort van de westelijke gorilla. 
De Cross Rivergorilla wordt zeer bedreigd, er zijn nog maar 300 van over. Deze ondersoort komt voor in het grensgebied tussen Nigeria en Kameroen aan de rivier Cross (Nigeria), maar ook binnen 250 km van het Ebo (een bos in Kameroen). In 1904 verklaarde Paul Matschie dat het een nieuwe soort is. Er waren nog ongeveer 250 volwassen Cross Rivergorilla's over in 2014, dus resteerden toen plm. 50 jongen, waardoor hij de meest zeldzame grote aap ter wereld is. In 2009 werd de Cross Rivergorilla eindelijk vastgelegd op professionele videobeelden, op een beboste berg in Kameroen.